# Axel Gustav Sundbärg

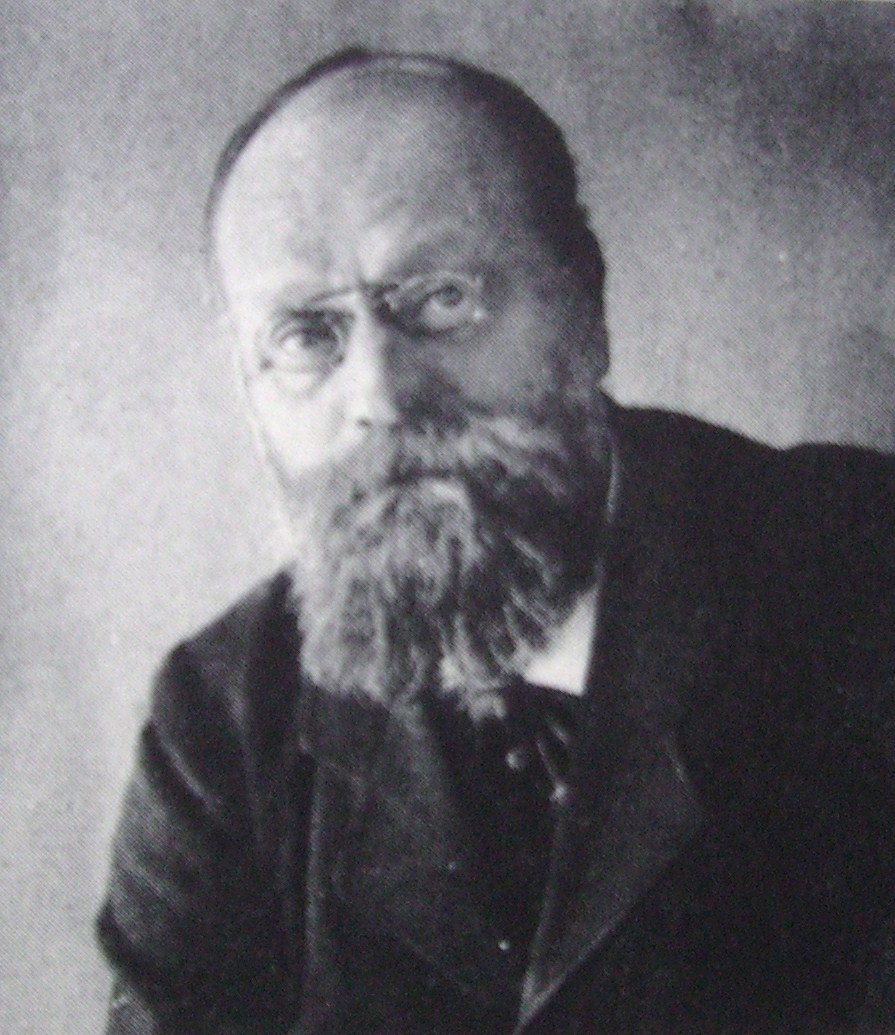
Axel Gustav Sundbärg

Axel Gustav Sundbärg (1857-1914) fue un matemático sueco especializado en el campo de la estadística. Realizó importantes estudios sobre demografía recopilando gran número de datos de la población de Suecia desde 1740 y contribuyó al desarrollo de la demografía desarrollando el índice de representación gráfica que lleva su nombre: el Índice de Sundbärg. Publicó sus investigaciones en las revistas Stadistik tidskrilt y Bevolkerungstatistik Schwedens. Escribió, además, algunas obras sobre emigraciones y poblaciones rurales como Apergus statistiques internationaux.
- Datos: Q934567
- Multimedia: Gustav Sundbärg / Q934567